# Oropallene metacaula
Oropallene metacaula is een zeespin uit de familie Callipallenidae. De soort behoort tot het geslacht Oropallene. Oropallene metacaula werd in 1995 voor het eerst wetenschappelijk beschreven door Child. 